# Libellula mariae
Libellula mariae är en trollsländeart som beskrevs av Rosser W. Garrison 1992. Libellula mariae ingår i släktet Libellula och familjen segeltrollsländor. IUCN kategoriserar arten globalt som nära hotad. Inga underarter finns listade i Catalogue of Life.